# Monts Lebombo
Les monts Lebombo, appelées également montagnes Lubombo, forment une chaîne de montagnes de 800 km de long en Afrique du Sud, en Eswatini et au Mozambique.

## Toponymie
Leur nom provient du mot ubombo qui signifie en zoulou le « grand nez » ou la « grande arête ».

## Géographie

### Situation, topographie

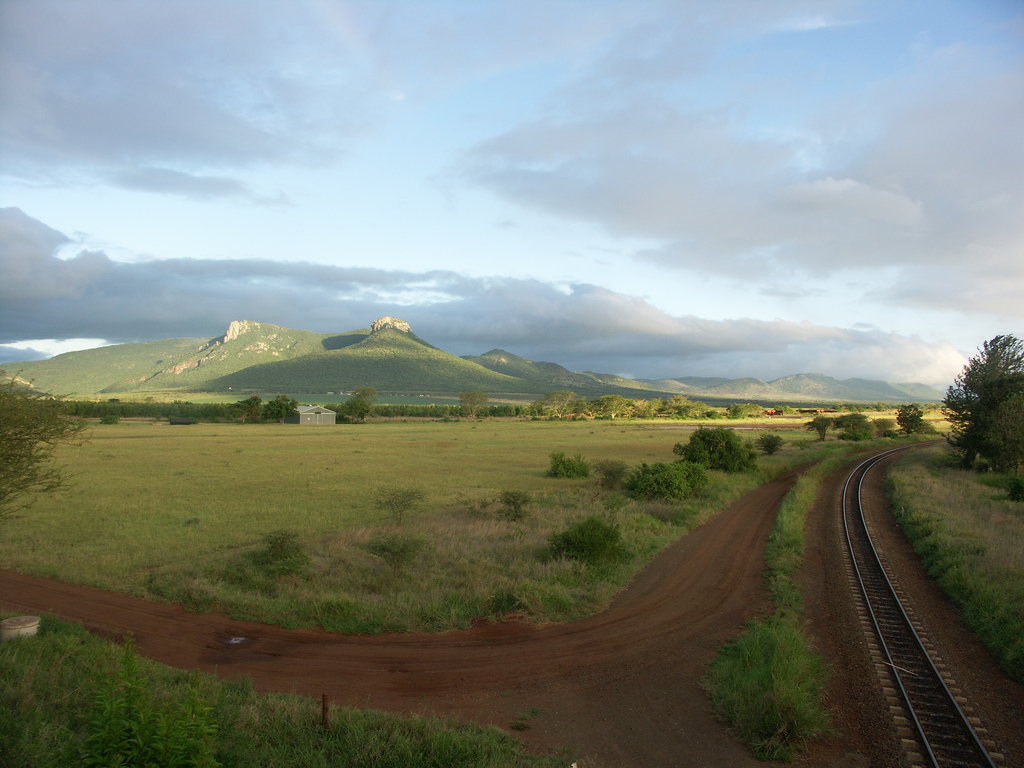
Vue d'une partie de la chaîne des monts Lebombo.

Ces montagnes, étroites mais longues de 800 km, atteignent une altitude moyenne de 600 mètres et culminent à 760 mètres avec le mont Mananga.
Elles s’étendent tout le long du parc national Kruger jusqu’à Hluluwe dans le Kwazulu-Natal en Afrique du Sud et marquent la frontière naturelle entre l'Eswatini, le Mozambique et l’Afrique du Sud.
Les villes environnantes au nord sont Simunye, Tambankulu et Namaacha ; au centre, Siteki ; et au sud, Mayaluka et Big Bend.

### Hydrographie
De nombreuses rivières, incluant la Pongola, Mkuze, Olifants et Lusutfu traversent la chaîne et forment par endroits de superbes gorges.

### Géologie
Les monts Lebombo cernent par le nord-est le bassin sédimentaire du Karoo. Ils s'étirent depuis le craton précambrien du Kaapvaal et la chaîne du Mozambique de la fin du Précambrien et confinent, au sud, à la chaîne  du Natal-Namaqua. Ce monoclinal tourné vers l'est s'est formé il y a 180 millions d'années, avant la séparation de la moitié orientale du paléo-continent de Gondwana. Sa couche inférieure est constituée de basaltes de la formation géologique de la Sabie, et ses lits de couverture, de rhyolithes, de tufs et d’ignimbrites de la formation de Jozini (groupe de Lebombo, supergroupe du Karoo). Toute la chaîne est ponctuée de dykes de dolérite. Sur les coteaux occidentaux, les sédiments du Karoo sont recouverts par les roches basaltiques de la formation de Letaba,.

### Faune et flore
Les montagnes Lebombo sont un des territoires les plus vierges et intacts d’Afrique du Sud où de nombreuses vagues de migration de gnous et autres animaux passaient autrefois par ces montagnes pour aller vers la zone humide de St Lucia. La faune y est aujourd’hui importante avec la présence de l'antilope petit koudou et grand koudou, de l'antilope éland, de buffles, d'impalas, de zèbres, de phacochères, de girafes, d'éléphants, etc. C'est dans une grotte de ce massif qu'a été découvert, durant les années 1970, un péroné de babouin très particulier, le fameux « os de Lebombo » datant de 35000 à 37000 av. J.-C..
Grâce aux chutes de pluie au nord pouvant atteindre 500 mm par an et à l’humidité environnante des nombreuses gorges, les montagnes regorgent de centaines d’espèces dont certaines uniques, telle que le cactus africain Rhipsalis baccifera.

## Activités
Encore peu exploitées, les montagnes Lebombo sont le paradis des botanistes, géologues et randonneurs.